# Уингфилд, Джон
Сэр Джон де Уингфилд (англ. Sir Robert Wingfield; ок. 1307 — ок. 1361) — английский рыцарь из замка Уингфилод в графстве Саффолк. Главный администратор Эдуарда Вудстока, Чёрного принца (1330—1376).

## Биография
Старший сын Джона де Уингефельда (Уингфилд) и его жены Элизабет де Хонипотт, дочери эсквайра Джона де Хонипотта.
Участник Столетней войны с Францией. В 1346 году Джон де Уингфилд и оба его брата сражались в составе английской армии в битве при Креси. Он принимал участие в военной кампании короля Эдуарда III Плантагенета в Нормандии в 1347—1348 годах.
Около 1351 года сэр Джон де Уингфилд был назначен «управляющим делами принца» Эдварда Вудстока, Чёрного принца. В 1356 году он сражался в битве при Пуатье, где захватил в плен сира Д’Обиньи, капитана телохранителей французского короля Иоанна II Доброго. Английский король Эдуард III выкупил этого пленника у Джона Уингфилда за 833 фунта стерлингов. Джон де Уингфилд скончался примерно в 1361 году, возможно, от второй вспышки Чёрной смерти.
Его завещание предусматривало основание колледжа Уингфилд в 1362 году. Колледж был пожертвован Чёрным принцем. Его женой с 1331 года была Алианор де Гланвиль (умерла в 1375 году). Единственный ребёнок сэра Джона Уингфилда, его дочь и наследница Кэтрин Уингфилд (1340—1386), вышла замуж за Майкла де ла Поля (ок. 1330—1389), впоследствии 1-го графа Саффолка, и жила в замке Уингфилд в Саффолке.